# Ермаково (Тверская область)
Ермаково — деревня в Вышневолоцком районе Тверской области. Относится к Зеленогорскому сельскому поселению.

## География
Рядом с деревней проходит автодорога «Вышний Волочёк—Есеновичи—Кувшиново» (Ржевский тракт). На автомобиле до центра Вышнего Волочка 10 километров, до Зеленогорского 4 километра.

## Население
| 2008 | 2010 |
| ---- | ---- |
| 26   | ↘24  |

Население по данным 2008 года — 26 человек. В 2010 году — 24 человека.

## Инфраструктура
В административном подчинении деревни, в полукилометре находится «Новое городское кладбище» Вышнего Волочка. За автодорогой, в километре располагается «Старое городское кладбище».